# Александровка (Варненский район)
Александровка — село в Варненском районе Челябинской области России. Входит в состав Аятского сельского поселения.

## История
Основано в 1837 г. как отряд на Новой пограничной линии. Названо в честь наследника престола Александра, будущего императора Александра II, совершавшего поездку по Оренбуржью.
В 1945 г. в Александровке разместилась центральная усадьба совхоза «Нововарненский».

## География
Расположено в юго-восточной части района, на берегу реки Караталы-Аят. Расстояние до районного центра села Варна 58 км.
Уличная сеть
- Зелёная улица,
- Луговая улица,
- Набережная улица,
- улица Победы,
- Северная улица,
- Советская улица,
- Степная улица.

## Население
| 2002 | 2010 |
| ---- | ---- |
| 586  | ↘450 |

В 1851—266, в 1858—289, в 1870—302, в 1900—948, в 1938—737, в 1995—631 чел.

## Инфраструктура
- ООО «Нововарненское»,
- фельдшерско-акушерский пункт,
- детский сад.